# الهيئة العامة للرياضة (البحرين)
الهيئة العامة للرياضة هي هيئة حكومية بحرينية، أنشات بالمرسوم الملكي رقم 61 لسنة 2021 (بتاريخ 5 مايو 2021)، تتبع المجلس الأعلى للشباب والرياضة. يرأسها الشيخ خالد بن حمد آل خليفة.

## مهام الهيئة
تتولى الهيئة مباشرة المهام والاختصاصات الآتية:
1. الموافقة على إنشاء الأندية، والهيئات الرياضية، وتسجيلها وقيدها.
2. تسجيل اتحادات اللعبات الرياضية.
3. اقتراح وتنفيذ خطط ومشروعات وبرامج وخدمات الرياضة.
4. الإشراف على الأنشطة وتنظيم العمل في الأندية والهيئات الرياضية.
5. تقديم الإعانات للهيئات الخاصة العاملة في ميدان الرياضة .
6. الرقابة الإدارية والمالية على الأندية والهيئات الرياضية.
7. الرقابة المالية على اتحادات اللعبات الرياضية في حدود الإعانات الحكومية الممنوحة لها.
8. اعتماد طلب إجازات التفرغ الرياضي.[1]